# Rhizodus
Rhizódus (лат.) — род вымерших лопастепёрых рыб из семейства Rhizodontidae отряда ризодонтообразных (Rhizodontiformes), живших во времена каменноугольного периода (336—299 млн лет назад). Фоссилии известны с территории современных Великобритании и Ирландии.

## Биологическое описание
Очень крупные рыбы, обитавшие в пресных водах рек и озёр. Для всех видов характерно наличие двух исключительно крупных зубов, расположенных спереди нижней челюсти, за которыми следуют остальные зубы, гораздо меньшего размера. Эти зубы являются наиболее распространёнными фоссилиями представителей рода, длина достигает 25 см. Они имеют удлинённую коническую форму с овальным сечением, слегка изогнуты по направлению к задней части пасти. Прочие зубы значительно меньше — 6—2 см, размер их уменьшается к глубине пасти рыбы.
Отпечатки ископаемой кожи показывают, что тело Rhizodus было покрыто крупными пластинчатыми чешуями, напоминающими те, что встречаются у современной арапаимы.
Один из немногих полных образцов Rhizodus, обнаруженный в Шотландии Т. Стоком в 1880 году, был в длину чуть менее 3 м. Максимальный размер этих рыб от 6 до 7 м (обычно 5 м). Таким образом, виды Rhizodus одни из крупнейших пресноводных рыб в мире.

## Образ жизни
Основу рациона составляли рыбы среднего размера и четвероногие позвоночные. Было высказано предположение, что Rhizodus, возможно, охотился на наземных позвоночных, находящихся на берегу, как это делают современные крокодилы.

## Классификация
По данным сайта Paleobiology Database, на январь 2019 года в род включают 3 вымерших вида:
- Rhizodus gracilis M’Coy, 1848
- Rhizodus hibberti Agassiz, 1843
- Rhizodus ornatus Traquair, 1836